# Saeko Kimura
Saeko Kimura (Japans: 木村 さえこ, Kimura Saeko) (Osaka, 28 januari 1963) is een Japanse synchroonzwemster met een bronzen Olympische medaille en een bronzen medaille op het WK.

## Levensloop

### 1982-1985
Kimura won de bronzen medaille met de Japanse ploeg in de teamcompetitie op de Wereldkampioenschappen synchroonzwemmen 1982. In de individuele competitie werd ze echter in de voorronde uitgeschakeld. Twee jaar later nam ze deel aan de Olympische Spelen 1984, waar ze aan twee evenementen deelnam. In de solo- competitie wist ze zich niet te kwalificeren voor de finale. Kimura nam deel aan het duet met Miwako Motoyoshi. Ze eindigden hun wedstrijd op de derde plaats, wat betekende dat Kimura de bronzen medaille won. Tijdens haar laatste internationale wedstrijd, de Wereldbeker van 1985, won ze brons op de solo,- duet- en teamwedstrijden.